# 张复明
张复明（1963年9月—），男，山西介休人，中华人民共和国政治人物。北京师范大学地理系自然地理专业本科毕业。

## 生平
1984年7月毕业于北京师范大学地理系自然地理专业本科，后参加工作，供职于山西大学黄土高原地理研究所、山西省人民政府经济研究中心。2004年6月，任山西省人民政府经济研究中心副主任、省政府决策咨询委员会办公室主任（2008年5月卸任）。2008年11月，任山西省政府发展研究中心主任。2011年12月，当选山西省工商业联合会主席。2012年4月，卸任山西省政府发展研究中心主任职务。2013年1月，任山西省副省长兼山西省工商业联合会主席。2015年10月11日加入中国国民党革命委员会。2016年4月，当选民革山西省委副主委。2018年1月，当选第十三届全国政协委员。